# Бизли, Макс
Ма́кстон Гиг (Макс) Би́зли-мла́дший (англ. Maxton Gig "Max" Beesley Jr., род. 16 апреля 1971, Манчестер) — английский актёр и музыкант. Наиболее известен по роли Чарли Эдвардса в телесериале «Отель „Вавилон“».

## Биография
Бизли родился в Бернаже, пригороде Манчестера. Его отец Макстон Бизли-старший был профессиональным джазовым ударником, а его мать — джазовой певицей, которая выступала под сценическим именем Крис Марлоу. Его родители развелись, когда он был ребёнком. Второе имя Бизли было вдохновлено Гигом Янгом.
Бизли приобрёл известность в 1997 году после того, как сыграл главную роль в мини-сериале «История Тома Джонса, найденыша», адаптации одноимённой книги Генри Филдинга. В 2001 году он появился в фильме «Блеск», который был обруган критиками и провалился в прокате, а сам Бизли был номинирован на «Золотую малину» за худшую второстепенную роль. Он также появился в фильме «Убей меня позже». Бизли играл ведущую роль в медицинской драме BBC Three «Тела», который выходил с 2004 по 2007 год. Кроме того, он играл одну из главных ролей в телесериале «Отель „Вавилон“» с 2006 по 2008 год. Он покинул шоу в марте 2008 года и вернулся в сериал в качестве приглашённого актёра в третьем эпизоде четвёртого сезона.
В июне 2007 года Бизли сыграл в мини-сериале ITV «Поговори со мной». Он также появился в фильме «Красные розы и бензин» и триллере BBC «Последний враг». В сентябре Бизли был гостем на шоу Ant & Dec’s Saturday Night Takeaway, где он и ведущий Джонатан Уилкс победили Ant&Dec в соревновании «Beat the Boys». В октябре 2008 года он появился в ремейке BBC One драмы 1970-х годов — «Выжившие», в котором он предстал в роли безжалостного бывшего уголовника Тома Прайса. Сериал состоял из шести эпизодов, а вторая его часть также из шести эпизодов была показана в январе 2010 года. Бизли исполнил ведущую роль в драме ITV «Выбор» в апреле 2011 года. Он стал более узнаваем для американской аудитории после ролей в юридическом телесериале «Форс-мажоры» в 2013 году и в популярной шпионской драме «Родина» в 2015 году.
Бизли стал рассказчиком в нескольких рекламных телевизионных роликах, в том числе канала ITV, страховки NFU Mutual, литиевых батареек Energizer и ритейлера PC World. Закадровый голос для DVD-обзора футбольной команде «Манчестер Юнайтед» в сезоне 2008—2009 годов также принадлежит Бизли.
Бизли также является музыкантом, строившим успешную карьеру до того, как стать актёром. Он был хористом в Манчестерском соборе и учился в Четэмской школе музыки. Он также учился на ударника в Гилдхоллской школе музыки и театра с соул-исполнителем Омаром Лай-Фуком и гастролировал с The Brand New Heavies, играя на клавишных и ударных. Кроме этого он играет на вибрафоне.
Бизли играл на ударных и клавишных на концертах Робби Уильямса, Take That, Jamiroquai и Пола Уэллера. Он играл на пианино и ударных на концерте Уильямса в Кнебуорте летом 2003 года и на Live 8 в Гайд-парке, Лондон. Он играл на барабанах во второй части концерта в Перте, Австралия 30 ноября 2006 года, который был частью Close Encounters Tour Уильямса. Кроме того он играл на ударных во время представления альбома Уильямса Rudebox на втором концерте в Брисбене и во время шоу BBC Radio 2 Electric Proms.
Бизли был членом джаз-группы Incognito, однако после восьмимесячного тура с ними он решил завершить музыкальную карьеру и начать актёрскую. 28 октября 2006 года Бизли появился в качестве приглашённого пианиста для Джеймса Брауна во время его выступления в The Roundhouse в Лондоне, которое было частью фестиваля BBC Radio 2 Electric Proms.

## Личная жизнь
Бизли болеет за «Манчестер Юнайтед». У него есть сводный брат Джейсон Миллиган, который также является актёром. У Бизли есть жена по имени Дженнифер и дочь Сабрина. Среди его бывших девушек числятся Сьюзи Эми, Мелани Браун, Данни Миноуг, Мелани Сайкс, Давиния Тейлор и Джоди Марш.